# 오렌지데이
오렌지데이(일본어: オレンジデー)는 일본 에히메현의 감귤생산농가가 1994년에 일본기념일협회에 등록시킨 기념일이다. 4월 14일이다.
서구에서 오렌지는 다산의 상징으로서, 신혼부부및 커플등에게 선물로 증정한다. 여기에 관심을 가지게 된 감귤 및 오렌지 생산 단체및 기업등이 2월 14일의 밸런타인데이, 3월 14일의 화이트데이에 이은 두 사람의 사랑을 확인시킨다는 취지하에 오렌지 또는 오렌지 색의 선물을 갖고 상대를 방문하는 날로 하자는 캠페인을 실시하고 있다.
밸런타인데이, 화이트데이 정도의 인지도는 거의 없지만, 2006년에 도쿄 디즈니랜드가 이 오렌지데이의 홍보등을 실시한 후로 인지도가 상승한 것으로 보인다.